# Partito Comunista delle Filippine (1968)
Il Partito Comunista delle Filippine (in filippino Partido Komunista ng Pilipinas) è il partito comunista più grande che esista nelle Filippine.
Il Partito Comunista delle Filippine è inserito nella lista delle organizzazioni terroristiche dell’Unione europea.

## Storia
Fu fondato il 26 dicembre 1968 da una scissione dal Partito Comunista delle Filippine fondato nel 1930. Uno dei fondatori, Jose Maria Sison, è stato accusato di terrorismo dalle autorità degli Stati Uniti e dell'Unione europea.
Il PKP è di idea maoista e dal 1969 combatte una difficile guerra popolare tramite il suo braccio armato, il Nuovo Esercito Popolare. Dal punto di vista internazionale fa parte della Conferenza Internazionale dei Partiti e delle Organizzazioni Marxisti-Leninisti, dal punto di vista nazionale del Fronte Democratico Nazionale.
Il PKP assume come propria linea base e guida della rivoluzione filippina e internazionale il marxismo-leninismo-pensiero di Mao Zedong, cioè il pensiero analizzato da Marx, Engels, Lenin, Stalin e Mao.
«Tra il 1973-74, e il 1976-77, si scatenò una feroce repressione che portò all'arresto di alcuni membri del Comitato Centrale del PKP. Fu però lo stesso periodo in cui scoppiarono contestazioni anche spontanee dei lavoratori, per cui il PKP indicò le lotte antifascista, antimperialista e antifeudale come quelle da porre alla base della rivoluzione democratica. Tra il 1983 e il 1986, il PKP fu molto presente nelle contestazioni contro la dittatura di Marcos, che alla fine cadde e il dittatore fu costretto a fuggire. In questa lotta, il Nuovo Esercito Popolare ricoprì un ruolo secondario ma importante. In vent'anni di esistenza, il Partito Comunista delle Filippine era riconosciuto come il partito d'avanguardia marxista-leninista della classe operaia».
È da notare che dietro il nome di Armando Liwanag, presidente del Partito, si è recentemente rivelato esservi il controverso Jose Maria Sison, che, dal marzo 2005, il Consiglio dell'Unione europea ha inserito nella lista di persone verso le quali debbono essere adottate misure restrittive in materia di lotta al terrorismo.